# Primera División de Bermudas
La Bermudian First Division es el segundo nivel de fútbol de Bermudas, administrada por la Asociación de Fútbol de Bermudas.

## Formato
En esta liga juegan 9 equipos. Los dos primeros clasificados de la tabla asciende a la Liga Premier de Bermudas.

## Equipos 2024-25
- Boulevard CC
- Robin Hood FC
- Somerset Bridge
- Somerset Trojans
- Southampton Rangers SC
- St. David's Warriors
- Vasco da Gama FC
- X-Roads Warriors

## Palmarés
| Temporada | Campeón                               |
| --------- | ------------------------------------- |
| 1963/64   | Devonshire Lions                      |
| 1964/65   | Wellington Rovers                     |
| 1965/66   | St. George's Colts                    |
| 1966/67   | Mount Hill United                     |
| 1967/68   | Hotels International FC               |
| 1968/69   | Pembroke Juniors                      |
| 1969/70   | Academials FC                         |
| 1970/71   | Hotels International FC               |
| 1971/72   | Devonshire Cougars                    |
| 1972/73   | Southampton Rangers SC                |
| 1973/74   | Warwick FC                            |
| 1974/75   | Centaus United                        |
| 1975/76   | Devonshire Cougars                    |
| 1976/77   | Centaus United                        |
| 1977/78   | Hamilton Parish FC                    |
| 1978/79   | St. George's Colts                    |
| 1979/80   | Boulevard Blazers                     |
| 1980/81   | Bermuda AA Wanderers                  |
| 1981/82   | Wolves FC                             |
| 1982/83   | Dandy Town Hornets                    |
| 1983/84   | Devonshire Cougars                    |
| 1984/85   | St. George's Colts                    |
| 1985/86   | Vasco da Gama FC                      |
| 1986/87   | Hotels International FC               |
| 1987/88   | Devonshire Colts                      |
| 1988/89   | Wolves FC                             |
| 1989/90   | Warwick FC                            |
| 1990/91   | Devonshire Colts                      |
| 1991/92   | St. David's Warriors                  |
| 1992/93   | Vasco da Gama FC                      |
| 1993/94   | Devonshire Cougars                    |
| 1994/95   | Southampton Rangers SC                |
| 1995/96   | Devonshire Cougars                    |
| 1996/97   | Hotels International FC               |
| 1997/98   | Hamilton Parish FC                    |
| 1998/99   | PHC Zebras                            |
| 1999/00   | Devonshire Cougars                    |
| 2000/01   | St. George's Colts                    |
| 2001/02   | Boulevard Blazers                     |
| 2002/03   | Southampton Rangers SC                |
| 2003/04   | PHC Zebras                            |
| 2004/05   | Ireland Rangers                       |
| 2005/06   | Paget Lions                           |
| 2006/07   | Devonshire Colts                      |
| 2007/08   | Hamilton Parish FC                    |
| 2008/09   | Somerset Eagles RC                    |
| 2009/10   | St. David's Warriors                  |
| 2010/11   | Somerset Trojans                      |
| 2011/12   | Wolves FC                             |
| 2012/13   | Hamilton Parish FC                    |
| 2013/14   | Robin Hood FC                         |
| 2014/15   | Boulevard Blazers                     |
| 2015/16   | Somerset Eagles RC                    |
| 2016/17   | X-Roads Warriors                      |
| 2017/18   | Bermuda AA Wanderers                  |
| 2018/19   | Southampton Rangers SC                |
| 2019/20   | Devonshire Colts y St. George's Colts |
| 2020/21   | Abandonado                            |
| 2021/22   | Hamilton Parish FC                    |
| 2022/23   | Paget Lions                           |
| 2023/24   | Devonshire Colts                      |

1. ↑  Campeón compartido

## Títulos por club
| Club                    | Campeón | Años campeón                       |
| ----------------------- | ------- | ---------------------------------- |
| Devonshire Cougars      | 6       | 1972, 1976, 1984, 1994, 1996, 2000 |
| St. George's Colts      | 6       | 1966, 1979, 1985, 1991, 2001, 2020 |
| Hamilton Parish FC      | 5       | 1978, 1998, 2008, 2013, 2022       |
| Hotels International FC | 4       | 1968, 1971, 1987, 1997             |
| Southampton Rangers SC  | 4       | 1973, 1995, 2003, 2019             |
| Devonshire Colts        | 3       | 1988, 2007, 2020, 2024             |
| Wolves FC               | 3       | 1982, 1989, 2012                   |
| Boulevard Blazers       | 3       | 1980, 2002, 2015                   |
| Centaus United          | 2       | 1975, 1977                         |
| Warwick FC              | 2       | 1974, 1990                         |
| Vasco da Gama FC        | 2       | 1986, 1993                         |
| PHC Zebras              | 2       | 1999, 2004                         |
| St. David's Warriors    | 2       | 1992, 2010                         |
| Somerset Eagles RC      | 2       | 2009, 2016                         |
| Bermuda AA Wanderers    | 2       | 1981, 2018                         |
| Paget Lions             | 2       | 2006, 2023                         |
| Devonshire Lions        | 1       | 1964                               |
| Wellington Rovers       | 1       | 1965                               |
| Mount Hill United       | 1       | 1967                               |
| Pembroke Juniors        | 1       | 1969                               |
| Academials FC           | 1       | 1970                               |
| Dandy Town Hornets      | 1       | 1983                               |
| Ireland Rangers         | 1       | 2005                               |
| Somerset Trojans        | 1       | 2011                               |
| Robin Hood FC           | 1       | 2014                               |
| X-Roads Warriors        | 1       | 2017                               |